# Tapinoma simrothi
Tapinoma simrothi este o specie de furnică din genul Tapinoma. Descrisă de Krausse în 1911, specia este endemică în multe țări care se întind în Africa, Asia și Europa.